# Roberts Blossom
Roberts Blossom (25 de março de 1924 - 8 de julho de 2011) foi um ator e poeta americano, conhecido por seus  papéis como Velho Marley em Esqueceram de Mim (1990) e Ezra Cobb no filme Confissões de um Necrófilo (1974).

## Filmografia parcial
- The Hospital (1971)
- Slaughterhouse-Five (1972)
- Deranged (1974)[2]
- The Great Gatsby (1974)
- The Rimers of Eldritch (1974)
- Close Encounters of the Third Kind (1977)
- Escape from Alcatraz (1979)
- Resurrection (1980)
- Family Reunion (1981)
- Christine (1983)
- Reuben, Reuben (1983)
- Vision Quest (1985)
- Amazing Stories "Ghost Train" (1985)
- Home Alone (1990)
- Doc Hollywood (1991)
- The Quick and the Dead (1995)

## Morte
Blossom morreu em 8 de julho de 2011, aos 87 anos, de uma doença cerebrovascular. Ele estava residindo em uma casa de repouso no época de seu falecimento.